# Valeur-travail (économie)
Pour l’article homonyme, voir Valeur travail (idéologie).
La valeur-travail est un concept d'économie selon lequel le travail, créateur de richesse, est ce qui donne sa valeur au bien. Cette approche théorique est utilisée notamment par Adam Smith, David Ricardo puis Karl Marx. Pour les économistes classiques et marxistes, la valeur d'un bien peut être objectivement déterminée par la quantité de travail nécessaire à la production. Cette théorie de la valeur est contestée par les tenants de l'école néo-classique, qui lui préfèrent une conception subjective de la valeur, où l'utilité en serait la source.

## Concept

### Détermination du prix du bien
Le concept de valeur-travail est une réponse théorique développée par des penseurs qui cherchent à déterminer s'il existe une cause objective à la valeur d'échange pouvant expliquer les prix des marchandises, les profits et les rentes.

### Valeur et richesse
« Un homme est riche ou pauvre en fonction des moyens dont il dispose pour se procurer les biens nécessaires, commodes et agréables, de la vie. »

— Adam Smith
Ricardo a travaillé sur une distinction entre valeur et richesse.
« La valeur diffère donc essentiellement de la richesse car elle ne dépend pas de l’abondance, mais de la difficulté ou de la facilité de production. »
Autrement dit une meilleure productivité fait varier à la baisse de la valeur des biens mais non pas la richesse qu’ils représentent.
Par contre, la rareté (l'existence en quantité limitée) des biens fait augmenter la valeur de ceux-ci. Ils sont difficilement réalisables. La quantité de travail nécessaire pour les produire est élevée. D'où, une faible productivité. Ils sont donc moins enrichissants. Les biens abondants, ceux qui existent en quantité illimitée et qui ne sont pas donc rares comme la pluie ou les rayons solaires sont gratuits et n'ont aucune valeur. Ils n'exigent aucun effort pour les produire. La quantité de travail utilisée pour les obtenir est nulle. Mathématiquement, ils ont une productivité qui tend vers l'infini. La richesse qu'ils représentent est donc inestimable.
L’accroissement de la richesse repose donc sur la diminution de la valeur des biens, permise par l’amélioration des techniques, la division du travail, la découverte de nouveaux marchés.
Par ailleurs, l’apport de la nature vient modifier la richesse et non la valeur.

## Histoire

### Avant Adam Smith
Plusieurs auteurs écrivent, dès le XVIe siècle, sur le rôle du travail dans la détermination du prix d'un bien. William Petty écrit que le travail est le père et la nature la mère de la richesse. Pour David Hume, la monnaie n'est qu'un voile car les biens s'achètent en réalité en échangeant du travail (« Toute chose dans le monde est achetée par du travail »). John Locke, dans son Traité du gouvernement civil, défend la valeur-travail en soutenant que « le travail donne à une terre sa plus grande valeur, et sans quoi elle ne vaudrait que fort peu ; c'est au travail que nous devons attribuer la plus grande partie de ses productions utiles et abondantes ».

### Adam Smith
Adam Smith propose une nouvelle distinction conceptuelle. La valeur est pour lui divisée entre la « valeur en usage » et la « valeur d'échange ». La valeur d'échange est en partie déterminée par le travail qui se trouve objectifié dans le bien. Ainsi, « il [l'individu] sera riche ou pauvre, selon la quantité de travail qu'il pourra commander ou qu'il sera en état d'acheter. […] Le travail est donc la mesure réelle de la valeur échangeable de toute marchandise ».
La valeur du travail est invariante et permet d'évaluer tous les biens. L'argent qui permet d'échanger les biens n'est qu'une reconnaissance de cette valeur. En effet, « des quantités égales de travail doivent être, dans tous les temps et dans tous les lieux, d'une valeur égale pour le travailleur. […] Ainsi, le travail, ne variant jamais dans sa valeur propre, est la seule mesure réelle et définitive qui puisse servir, dans tous les temps et dans tous les lieux, à apprécier et à comparer la valeur de toutes les marchandises. Il est leur prix réel ; l'argent n'est que leur prix nominal ».
Smith passe par de l'histoire de l'économie pour expliquer le rôle du travail dans la détermination de la valeur. Il écrit que « le travail est la valeur initiale : le moyen originel de paiement pour toute chose. Ce n’était ni par l’or ni par l’argent mais par le travail que furent achetées toutes les richesses du monde ; et sa valeur, pour ceux qui la possèdent et qui veulent l’échanger pour quelques nouveaux produits est précisément égale à la quantité de travail leur permettant d’acheter ou de commander ».

### Smith et Malthus
Adam Smith et Thomas Malthus raisonnent dans une hypothèse d'« âge d'or » de l'humanité. À cette époque, la terre est un bien libre dont les ressources sont utilisées gratuitement par l'homme et le capital n'est pas encore connu comme faisant partie des facteurs de production et donc seul le travail est productif. La valeur (ou le prix) de chaque bien est égale à la quantité de travail nécessaire pour le produire exprimée en temps de travail (nombre d'heures ou de journées que sa production nécessite). Ce prix est relatif. Autrement dit, dans l'échange, la valeur de chaque bien est exprimée en quantité de l'autre bien. Si, par exemple, le bien A a exigé 6 heures de travail pour être produit et le bien B en a demandé uniquement 3, le prix du bien A (exprimé en quantité de B) est l'équivalent de 2 biens B ou de 3 biens C, si ce dernier a été obtenu en exigeant une quantité non moins égale à 2 heures de travail.
Lorsque la population augmente, les auteurs classiques distinguent deux situations. Tout d'abord, les surfaces exploitables augmentent dans le même rapport que la population. L'exploitation de la terre, comme bien abondant et libre, est illimitée. Le revenu national et le salaire réel par travailleur varient en fonction de l'évolution de la productivité de chaque travailleur, étant donné que le travail est encore le seul facteur productif. Ensuite, lorsque le moment arrive où la population augmente plus vite que les surfaces de terre productives, la production agricole augmente mais moins vite que le nombre de travailleurs (le facteur naturel étant fixe face au facteur travail qui augmente). La production de chaque travailleur supplémentaire (productivité marginale) baisse entraînant ainsi une baisse de la productivité (et donc une diminution du revenu réel) par travailleur (cf. Loi des rendements décroissants). Le PIB national est désormais partagé entre deux classes sociales, les propriétaires fonciers qui sont rémunérés par la rente et les travailleurs agricoles qui sont payés par un salaire : le travail n'est plus le seul facteur de production. Par conséquent, les coûts de production de plusieurs produits (dont notamment les produits agricoles) ne correspondent pas aux salaires réels (comme la quantité d'animaux capturée par jour ou le nombre de quintaux récolté par an) uniquement, mais ils comprennent également le coût d'utilisation du sol, la rente. Et la plupart des produits ayant exigé la même quantité de travail ne s'échangent pas dans un rapport de un contre un. Deux produits différents (A et B) ayant nécessité pour leur production 2 heures de travail chacun s'échangent dans une relation de B contre plus de A (ou, ce qui revient au même, le produit A s'échange contre moins du produit B) si B (un quintal de blé, par exemple) a exigé, en plus du travail humain, une rente du sol.

### David Ricardo
Dans Des principes de l'économie politique et de l'impôt (1817), David Ricardo développe la notion de valeur-travail introduite par Adam Smith et cherche à comprendre comment le travail se transfère en profit et en rente. Il commence par transformer la notion de valeur-travail : pour lui, la valeur d'un bien est égale non pas à la quantité de travail qu'il peut commander, mais à la quantité de travail, direct et indirect, nécessaire à sa fabrication. Ainsi, « la valeur d'un bien, ou d'une quantité de n'importe quel autre bien contre lequel il peut être échangé, dépend de la quantité relative de travail nécessaire à sa production ». Mais, il n'en est pas moins vrai que ce raisonnement simple n'est valable que dans le cadre d'une société primitive (de chasse et de cueillette de produits de la nature) où seul le travail est productif, la terre existe en quantité surabondante est son utilisation est donc gratuite et le capital n'est pas non plus un facteur de production. Lorsque la population augmente, la terre se raréfie progressivement, devient une propriété privée et son utilisation se paye : elle est rémunérée par la rente. Celle-ci augmente et les salaires réels baissent par effet de la loi des rendements décroissants. Pour Ricardo, si aucune amélioration n'a été faite en termes de baisse de la population qui s'accompagne historiquement d'une hausse de la productivité et donc du salaire réel de la main-d'œuvre comme c'était le cas après la maladie mortelle de 1665, de progrès technique (ayant le même effet sur le pouvoir d'achat des salariés) ou d'importation du blé étranger qui fait baisser le prix du blé en le rendant moins rare sur le marché national, les revenus réels des rentiers (les propriétaires fonciers) augmentent tandis que, à l'inverse, ceux des travailleurs ne peuvent pas s'élever au-dessus du minimum de subsistance.
Pour les penseurs classiques, les taux de profit d'industries différentes tendent à se rapprocher d'une même valeur basse à mesure que la compétition entre les entreprises augmente. L'idée étant que si un secteur est plus rentable que les autres, il attire naturellement de nouveaux investisseurs qui quittent d'autres secteurs aux taux de rentabilité plus faibles (voir baisse tendancielle du taux de profit).

« In a country which had acquired its full complement of riches, where in every particular branch of business there was the greatest quantity of stock that could be employed in it, as the ordinary rate of clear profit would be very small. »

Ce constat a une implication sur la valeur des biens. Ricardo pose la question de savoir si la valeur-travail est compatible avec un taux de rentabilité uniforme parmi toutes les industries. La réponse est non si les instruments de productions ont des durées de vie différentes (voir « durability of the instruments of production » chez Ricardo). Aussi le concept valeur-travail ne semble pas compatible avec les autres propriétés élémentaires d'une économie.
 (septembre 2016).
Améliorez-le ou discutez des points à vérifier. 
La valeur d’échange d’un produit n’est pas fonction de son utilité (certains produits très utiles, comme l’eau, n’ont qu'une faible valeur d’échange). La valeur d’échange est déterminée par la rareté. Si des marchandises sont naturellement limitées, il faudra beaucoup de travail pour les trouver et les extraire. Ainsi leur valeur est bien déterminée par la quantité de travail exigée par leur production.
Ricardo précise que la différence de valeur entre deux biens qui ont nécessité une même quantité horaire de travail trouve son explication dans l’aspect qualitativement différent de ces travaux, du point de vue de leur intensité ou du savoir-faire qu’ils requièrent. Les variations des salaires, autrement dit du coût monétaire du travail, ne signifient pas une évolution de la valeur d’échange mais uniquement une variation des profits.
D’autre part, la quantité de travail que requiert la production comprend aussi celle de la production des biens qu’elle nécessite, à savoir le capital fixe.
L’introduction de capital fixe dans le processus de production modifie la règle de la valeur-travail. Parce que la production de la machine induit un report dans le temps de la vente du produit fini et donc du profit, la valeur d’une production nécessitant davantage de capital fixe aura une valeur d’échange supérieure afin d’assurer pour une même durée une égale rentabilité. La durée de vie du capital fixe en faisant varier les modalités de son amortissement a aussi un impact sur la valeur d’échange.
La valeur relative d’un produit vis-à-vis d’un autre n’est donc proportionnelle à la quantité de travail qu’ils ont nécessité que si la durée de vie du capital fixe et sa part dans la quantité de travail sont identiques pour les deux produits.

### Karl Marx et Friedrich Engels
Karl Marx reprend l'idée de la valeur-travail développée par Ricardo : la valeur d'un bien dépend de la quantité de travail direct et indirect nécessaire à sa fabrication. Mais alors que Ricardo considère le travail comme une matière première ordinaire, Marx juge l'expression « valeur du travail » impropre et mystificatrice, car il part du principe que le travail est à l'origine de toute valeur. Pour Marx les salaires ne représentent pas la valeur du travail mais la location de la force de travail du salarié (Arbeitskraft). Il propose l'explication suivante à l'origine du profit. De la valeur nouvellement créée, le salaire du travailleur ne représente que la part nécessaire à sa propre survie, le reste constituant la plus-value créée par son travail.
Pour rendre la valeur-travail compatible avec un taux de plus-value uniforme parmi les industries, Marx radicalise la division du capital introduite par Adam Smith. Il distingue la part nécessaire au paiement des salaires, capital variable, du reste, le capital fixe. Selon Marx, seul le travail permet d'accroître un capital. Cette décomposition permet de poser les bases d'une conception où la valeur-travail est compatible avec un taux uniforme. Le problème de transformation développé par Karl Marx s'écrit en fait sous la forme d'un système d'équations linéaires. En 1907, Ladislaus Bortkiewicz a affirmé que le système d'équations de Karl Marx est inconsistant. Selon lui, ce système n'admet une solution que si on fixe une des deux conditions (soit le total des prix égale le total des valeurs, soit la condition que le total des profits égale le total des plus-values) mais pas les deux à la fois comme le pensait Marx (voir Le problème de transformation chez Marx).
Différents écrits de Marx et Engels nous rappellent que ces derniers n'hésitaient pas à critiquer la valeur elle-même et à montrer ses contradictions. Le but n'est pas de maintenir ou de garder la théorie de la valeur comme vérité universelle et intemporelle, mais de montrer qu'elle n'est qu'uniquement utile ici pour décrire le capitalisme. Sous le socialisme (et le communisme), la "valeur" serait désormais inutile (car la valeur symbolise et représente l'exploitation capitaliste économiquement et socialement). Finalement, il serait plus exact de parler de "Critique marxiste de la valeur" plutôt que de "Théorie de la valeur marxiste". Selon Marx, la plupart des concepts économiques sont dépassables historiquement. Rappelons ce que ce dernier dit dans Misère de la philosophie en 1847, dans le fait que les économistes auraient tendance à universaliser leurs idées économiques :

« Les économistes ont une singulière manière de procéder. Il n'y a pour eux que deux sortes d'institutions, celles de l'art et celles de la nature. Les institutions de la féodalité sont des institutions artificielles, celles de la bourgeoisie sont des institutions naturelles. Ils ressemblent en ceci aux théologiens, qui, eux aussi, établissent deux sortes de religions. Toute religion qui n'est pas la leur est une invention des hommes, tandis que leur propre religion est une émanation de Dieu. En disant que les rapports actuels - les rapports de la production bourgeoise - sont naturels, les économistes font entendre que ce sont là des rapports dans lesquels se crée la richesse et se développent les forces productives conformément aux lois de la nature. Donc ces rapports sont eux-mêmes des lois naturelles indépendantes de l'influence du temps. Ce sont des lois éternelles qui doivent toujours régir la société. Ainsi il y a eu de l'histoire, mais il n'y en a plus. Il y a eu de l'histoire, puisqu'il y a eu des institutions de féodalité, et que dans ces institutions de féodalité on trouve des rapports de production tout à fait différents de ceux de la société bourgeoise, que les économistes veulent faire passer pour naturels et partant éternels. »

Ensuite, d'une façon plus virulente cette fois-ci spécifiquement vis-à-vis de la valeur, voici deux extraits provenant de l'Anti-Dühring de Engels (ce dernier explique notamment l'incompatibilité de la valeur sous le socialisme) :

« Donc, dans les conditions supposées plus haut, la société n'attribue pas non plus de valeurs aux produits. Elle n'exprimera pas le fait simple que les cent mètres carrés de tissu ont demandé pour leur production, disons mille heures de travail, sous cette forme louche et absurde qu'ils vaudraient mille heures de travail. Certes, la société sera obligée de savoir même alors combien de travail il faut pour produire chaque objet d'usage. Elle aura à dresser le plan de production d'après les moyens de production, dont font tout spécialement partie les forces de travail. Ce sont, en fin de compte, les effets utiles des divers objets d'usage, pesés entre eux et par rapport aux quantités de travail nécessaires à leur production, qui détermineront le plan. Les gens régleront tout très simplement sans intervention de la fameuse “valeur” […] C'est pourquoi la forme de valeur des produits contient déjà en germe toute la forme capitaliste de production, l'antagonisme entre capitaliste et salarié, l'armée industrielle de réserve, les crises. Par conséquent, vouloir abolir la forme de production capitaliste en instaurant la “vraie valeur”, c'est vouloir abolir le catholicisme en instaurant le “vrai” pape, ou instaurer une société dans laquelle les producteurs dominent enfin un jour leur produit, par la mise en œuvre conséquente d'une catégorie économique qui est l'expression la plus ample de l'asservissement du producteur à son propre produit. »

« Cependant, considérons d'un peu plus près la doctrine de l'équivalence. Tout temps de travail est parfaitement équivalent, celui du manœuvre et celui de l'architecte. Donc, le temps de travail et par suite, le travail lui-même, a une valeur. Mais le travail est le producteur de toutes les valeurs. C'est lui seul qui donne aux produits naturels existants une valeur au sens économique. La valeur elle-même n'est rien d'autre que l'expression du travail humain socialement nécessaire objectivé dans une chose. Le travail ne peut donc pas avoir de valeur. Parler d'une valeur du travail et vouloir la déterminer, n'a pas plus de sens que de parler de la valeur de la valeur ou vouloir déterminer le poids non pas d'un corps pesant, mais de la pesanteur elle-même. M. Dühring expédie des gens comme Owen, Saint-Simon et Fourier, en les qualifiant d'alchimistes sociaux. En ruminant sur la valeur du temps de travail, c'est-à-dire du travail, il démontre qu'il est encore bien au-dessous des alchimistes réels. Que l'on mesure maintenant la hardiesse avec laquelle M. Dühring fait affirmer à Marx que le temps de travail d'un homme donné aurait en soi plus de valeur que celui d'une autre personne, comme si le temps de travail, donc le travail, avait une valeur. Faire dire cela à Marx qui a exposé le premier que le travail ne peut avoir de valeur et, le premier, en a donné la raison ! Pour le socialisme, qui veut émanciper la force de travail humaine de sa position de marchandise, il est d'une haute importance de comprendre que le travail n'a pas de valeur et ne peut en avoir. »

### Piero Sraffa
En 1960, Piero Sraffa écrit et analyse les équations correspondantes à la théorie de valeur-travail. Il démontre dans le cadre de ce modèle qu'il est possible de déterminer les prix de production sous réserve de disposer des informations suivantes : la matrice des coefficients techniques indiquant la quantité par unité de chaque produit industriel nécessaire à la production des autres, le vecteur du travail direct indiquant la quantité de travail nécessaire à chaque production par unité, au choix un taux de profit ou le coût du travail. De plus il est possible de calculer dans ce modèle la valeur-travail de chaque unité produite en disposant de la matrice des coefficients techniques et du vecteur travail.

## Critiques et limites

### Ignorance de la loi de l'offre et de la demande
Cette théorie de la valeur ignore la demande et se fonde exclusivement sur les coûts de production. Ceci est revendiqué par Marx, et théoriquement justifié :

« Vous seriez tout à fait dans l’erreur si vous admettiez que la valeur du travail ou de toute autre marchandise est, en dernière analyse, déterminée par l’offre et la demande. L’offre et la demande ne règlent pas autre chose que les fluctuations momentanées des prix du marché. Elles vous expliqueront pourquoi le prix du marché pour une marchandise s’élève au-dessus ou descend au-dessous de sa valeur, mais elles ne peuvent jamais expliquer cette valeur elle-même. Supposons que l’offre et la demande s’équilibrent ou, comme disent les économistes, se couvrent réciproquement. Eh bien ! au moment même où ces forces antagonistes sont d’égale puissance, elles s’annihilent réciproquement et cessent d’agir dans un sens ou dans un autre. Au moment où l’offre et la demande s’équilibrent et par conséquent cessent d’agir, le prix du marché pour une marchandise coïncide avec sa valeur réelle, avec le prix fondamental autour duquel oscille son prix sur le marché. Lorsque nous recherchons la nature de cette valeur, nous n’avons pas à nous préoccuper des effets passagers de l’offre et de la demande sur les prix du marché. Cela est vrai pour les salaires comme pour le prix de toutes les autres marchandises. »

### Ignorance des autres facteurs de production
Eugen von Böhm-Bawerk remarque que la théorie ne prend pas en compte le temps de production. Il écrit dans Zum Abschluss des Marxschen Systems (Karl Marx et la Fin de son Système) que cette théorie ne prend pas en compte le taux de profit, les coûts de production[citation nécessaire], et surtout l'offre et la demande.

### Modèles alternatifs
Les penseurs de l'école néoclassique comme William Jevons, Carl Menger et Léon Walras proposent d'autres modèles en remettant en cause la théorie de la valeur-travail au profit de la conception subjective de la valeur. Selon eux, la valeur des choses dépend de l’utilité marginale qu’elles procurent, utilité qui varie selon chaque individu.
Selon Jean-Marie Harribey, le refus de la valeur-travail par la science économique officielle, trahit une confusion entre valeur d'usage et valeur d'échange et serait destiné à masquer les rapports d'exploitation propre à la sphère de la production. Ainsi la valeur-travail correspondrait à la valeur substantielle de la marchandise alors que la valeur d'échange serait une valeur phénoménale.